# Golfo de Túnez
El  golfo de Túnez (en árabe: خليج تونس‎) es un golfo del mar Mediterráneo localizado en el noreste de Túnez, que se extiende unos 70 km, entre el cabo Sidi Ali El Mekki (a pocos kilómetros al este de Ghar El Melh) y el cabo Eddar Rass (o cabo Bon, stricto sensu), a unos kilómetros al norte de El Haouaria, situado en la punta noreste de la península del mismo nombre.
La ciudad de Túnez, la capital del país, se encuentra en el extremo sur del golfo, al igual que una serie de asentamientos que se establecieron en los últimos tres milenios.

## Geografía

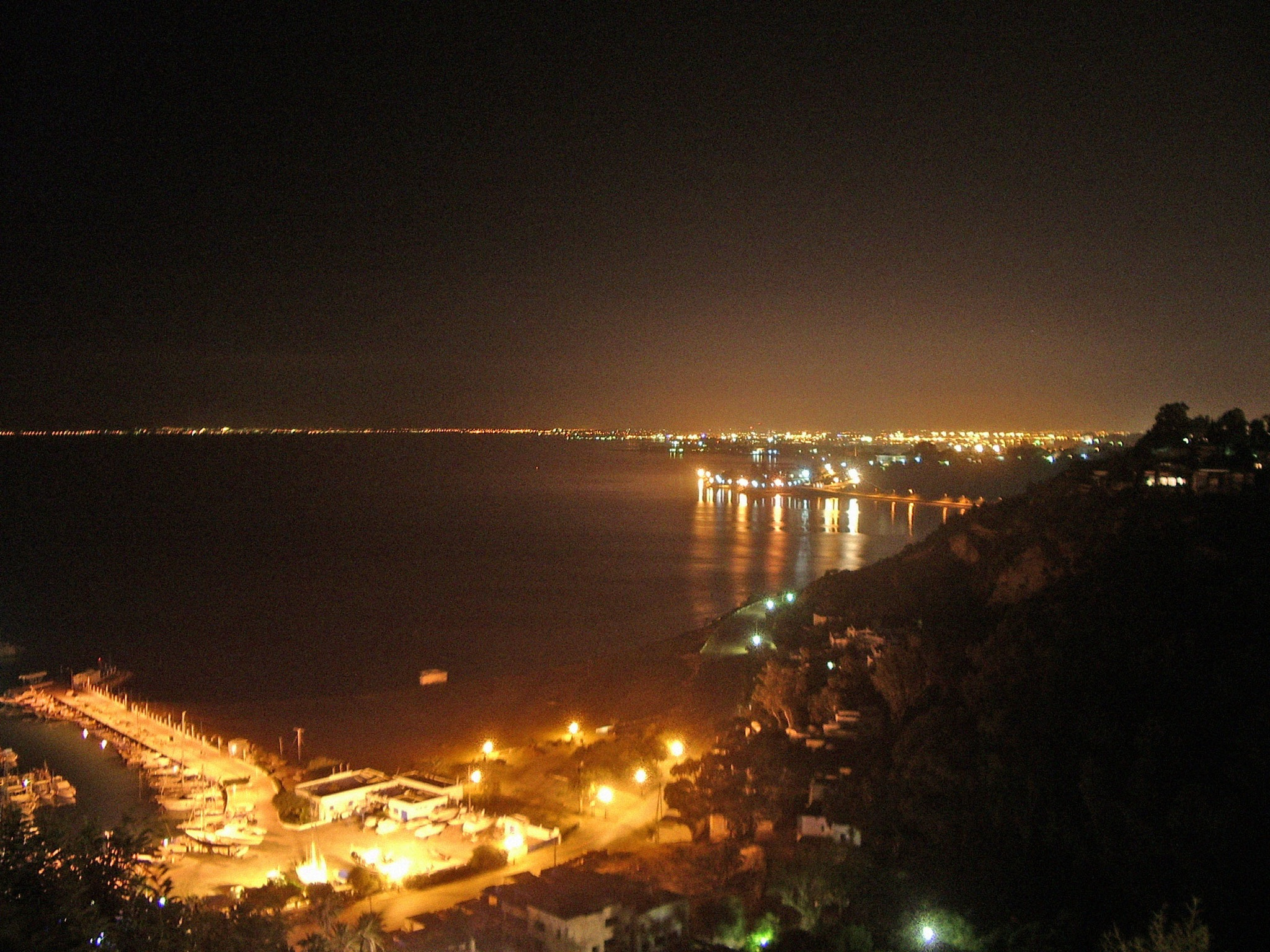
Vista nocturna de la costa, cerca de Cartago.

El golfo pertenece a cinco gobernaciones: Bizerta, Ariana, Túnez , Ben Arous y Nabeul. La parte central del golfo corresponde a la gobernación y ciudad de Túnez, que se beneficia de un sitio bien protegido y favorable para la creación de un gran puerto comercial. En la parte central, el fondo del golfo, se encuentra la bahía homónima, la bahía de Túnez de unos 20 km de boca, que se extiende desde el cabo Cartago (Sidi Bou Said), al norte, hasta la pequeña estación termal de Qurbus, al sur. Constituye un espacio litoral altamente urbanizado.
El litoral, especialmente en su parte central, se compone de un largo cordón dunar alimentado desde hace siglos por los sedimentos acarreados por dos ríos, el Meyerda, de 460 km de longitud, que desemboca por el lado oeste del golfo, y el Wadi Miliane, de 160 km, en la parte central.
Las aguas del golfo son poco profundas y los fondos de arena y barro. La vegetación que cubre los fondos sólo permanece en las zonas menos afectadas por las acciones antrópicas y no desciende por lo general por debajo de los 10 m de profundidad. La fanerógama marina Posidonia oceanica persiste a flor de agua (forma conocida como «recifal») en la parte suroeste de la bahía de Túnez, cerca de Sidi Rais y Korbous. Por otra parte, esta planta es muy vulnerable y solo sobrevive en forma de pequeñas hierbas.
- Datos: Q1143820
- Multimedia: Gulf of Tunis / Q1143820